# Kanton Malemort
Der Kanton Malemort (früher Malemort-sur-Corrèze) ist seit 1982 ein französischer Wahlkreis im Département Corrèze und in der Region Nouvelle-Aquitaine. Er umfasst vier Gemeinden im Arrondissement Brive-la-Gaillarde und hat seinen Hauptort (frz.: bureau centralisateur) in Malemort. Im Rahmen der landesweiten Neuordnung der französischen Kantone wurde er im Frühjahr 2015 um eine Gemeinde verkleinert.

## Gemeinden
Der Kanton besteht aus vier Gemeinden mit insgesamt 15.409 Einwohnern (Stand: 1. Januar 2022) auf einer Gesamtfläche von 80,04 km²:
| Gemeinde        | Einwohner 1. Januar 2022 | Fläche km² | Dichte Einw./km² | Code INSEE | Postleitzahl |
| --------------- | ------------------------ | ---------- | ---------------- | ---------- | ------------ |
| Dampniat        | 707                      | 15,38      | 46               | 19068      | 19360        |
| Malemort        | 7.995                    | 19,65      | 407              | 19123      | 19360        |
| Ussac           | 4.271                    | 24,63      | 173              | 19274      | 19270        |
| Varetz          | 2.436                    | 20,38      | 120              | 19278      | 19240        |
| Kanton Malemort | 15.409                   | 80,04      | 193              | 1909       | –            |

Bis zur landesweiten Neuordnung der französischen Kantone im März 2015 gehörten zum Kanton Malemort die 6 Gemeinden Dampniat, La Chapelle-aux-Brocs, Malemort-sur-Corrèze, Ussac, Varetz und Venarsal. Sein Zuschnitt entsprach einer Fläche von 85,03 km2. Er besaß vor 2015 einen anderen INSEE-Code als heute, nämlich 1934.

## Veränderungen im Gemeindebestand seit der landesweiten Neuordnung der Kantone
2016: Fusion Malemort-sur-Corrèze und Venarsal → Malemort

## Politik
| Vertreter im Departementrat | Vertreter im Departementrat        | Vertreter im Departementrat |
| Amtszeit                    | Namen                              | Partei                      |
| --------------------------- | ---------------------------------- | --------------------------- |
| 2015–                       | Frédérique Meunier Gilbert Rouhaud | UD                          |